# Тимеявин
Тимеявин (араб. تيمياوين‎) — небольшой город и коммуна на юге Алжира, в вилайете Адрар. Входит в состав округа Бордж-Баджи-Мохтар.

## Географическое положение

Коммуна Тимеявин

Город находится в юго-восточной части вилайета, в центральной части пустыни Сахара, вблизи государственной границы с Мали, на расстоянии приблизительно 1800 километров к югу от столицы страны Алжира. Абсолютная высота — 576 метров над уровнем моря.

Коммуна Тимеявин граничит с коммуной Бордж-Баджи-Мохтар, а также с территорией вилайета Таманрассет и территорией Мали. Её площадь составляет 12 553 км².

## Климат
Климат города характеризуется как аридный (BWh в классификации климатов Кёппена). Осадки в течение года практически отсутствуют (среднегодовое количество — 54 мм). Средняя годовая температура составляет 27,4 °C.

## Население
По данным официальной переписи 2008 года численность населения коммуны составляла 16 437 человека. Доля мужского населения составляла 51,35 %, женского — соответственно 48,65 %. Уровень грамотности населения составлял 63,5 %. Уровень грамотности среди мужчин составлял 70,9 %, среди женщин — 56 %. 0,4 % жителей Тимеявина имели высшее образование, 2,3 % — среднее образование.